# Aphrodes pulcher
Aphrodes pulcher är en insektsart som beskrevs av Dlabola 1960. Aphrodes pulcher ingår i släktet Aphrodes och familjen dvärgstritar. Inga underarter finns listade i Catalogue of Life.